# منحل

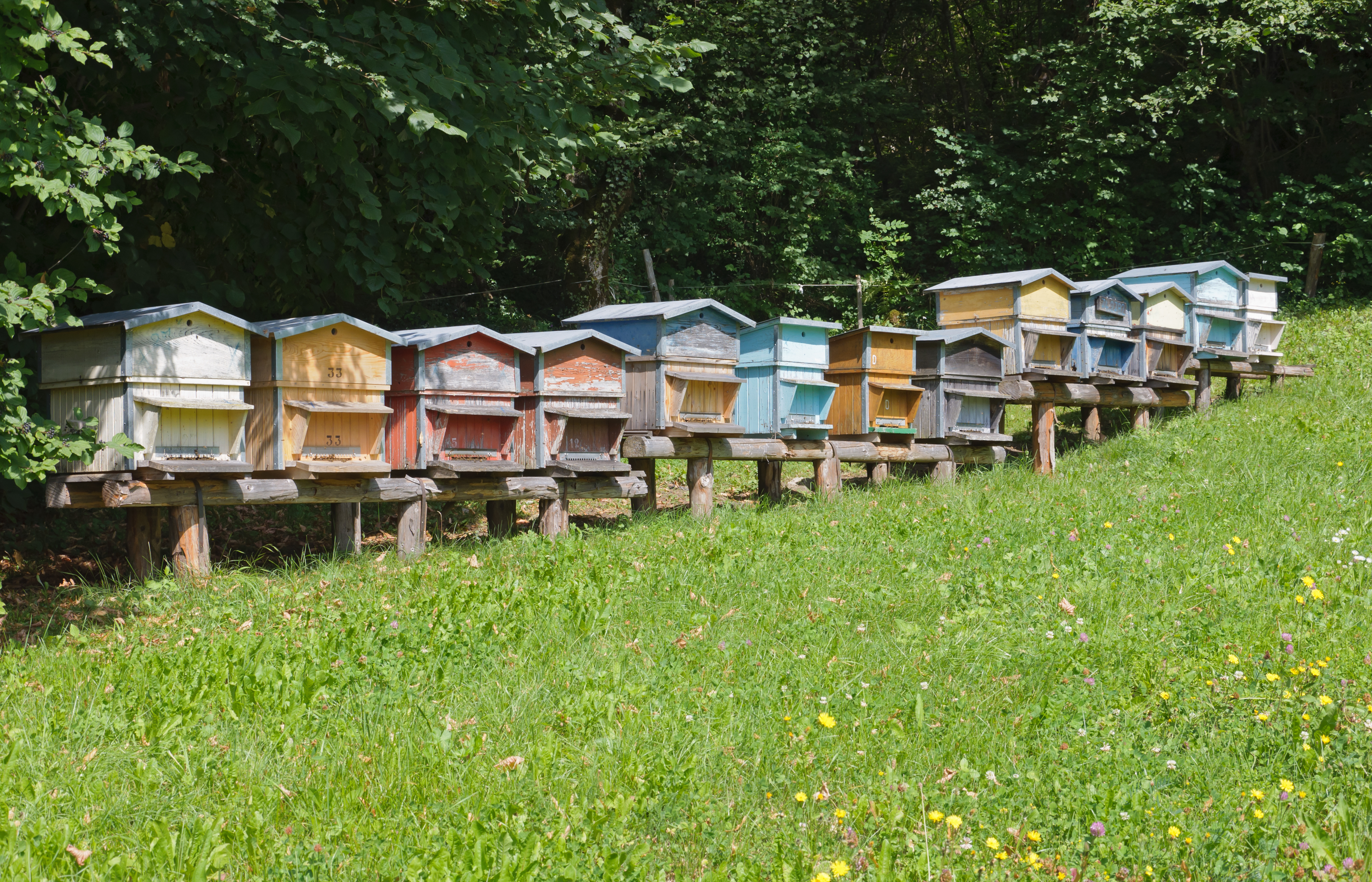
خلايا النحل في المنحل, في سافوا العليا - فرنسا

المنحل أو المَنحَلَة أو هو المكان الذي توجد فيه خلايا النحل والذي يستطيع المربي أن يصل إليه ويقدم الخدمات اللازمة له، ومن المناحل ثلاثة أنواع، الأول تجاري حيث تكون أعداد المرباة من الطوائف الكبيرة وقد تصل الموقع الواحد حوالي 200 خلية نحل والغرض من إقامة هذا المنحل التجاري هو الربح المادي، والثاني منحل الهواة والذي يقيمه بعض الهواة في حدائق المنازل أو على أسطح البيوت، والنوع الثالث المنحل التعليمي والغرض من إنشائه إقامة دورات تدريبية عليه ونشر هذة التربية وإجراء الدراسات اللازمة عليه وإجراء التجارب لتطوير هذة التربية ووضع حلول علمية للمشاكل التي تواجه النحالين .

## خلايا النحل
لخلايا النحل التي يبنيها الإنسان أسامٍ متعددة في العربية، منها: العَسَّالة أو العَمِيرَة أو الكِوَارَ أو الكِوَارَة أو الكَوَّارة أو الجزع

## المواصفات القياسية لإنشاء المناحل الحديثة
1. الموقع المناسب: حيث يكون قريباً من البساتين والحقول ومصادر الأزهار الرحيقية ومصادر حبوب اللقاح ويجب أن لا يزيد بعد هذة المصادر عن المنحل 2 - 3 كيلومتر وكلما قلّت هذة المسافة زاد المردود التجاري ويجب أن يكون موقع المنحل على بعد 5 كيلومتر على الأقل من المناحل التجارية الأخرى وذلك من أجل حمولة المرعى وبعيداً عن الطرق العامة وحظائر المواشي لأن الروائح الكريهة تسبب إزعاج النحل وهياجه مع وجوب الوصول إلى الموقع بسهولة.[10][11][12]
2. تربية السلالات قياسية: لكي يضمن المربي ربحاً اقتصادياً وفيراً وبمجهود أقل عليه أن يختار السلاسة ذات كفائة عالية في الإنتاج كأن يربي النحل الإيطالي أو النحل الكرينولي أو النحل القوقازي .
3. أن يكون عدد الطوائف بالمنحل مناسباً: يفضل البدء بعدد محدود من الخلايا ولكن المربي الخبير يستطيع خدمة 100 - 200 خلية نحل.
4. توفر مصدراً مناسباً للماء.
5. البعد عن مصادر الإزعاج: كالمطارات ومحطات سكك القطارات والطرق السريعة.
6. أن يكون الموقع محمياً من الرياح' وأن يقدر ذلك لأسباب اقتصادية ويجب أن تكون مصادر الغذاء بإتجاه الرياح السائدة بالمنطقة حتى يكون طيرانه مع الرياح عند محملاً بالرحيق وحبوب اللقاح .
7. ضرورة توفر مظلات: لحماية الخلايا من الحر صيفاً ومن المطر شتاء أو وضع الخلايا تحت الأشجار متساقطة الأوراق لنفس الأسباب صيفاً ولكي تصل إليها الشمس شتاءً.
8. ضرورة وجود مستودع لحفظ أدوات الفحص والخلايا الخشبية الزائدة وفراز العسل.

### تخطيط المنحل وطريقة ترتيب الخلايا
توضع خلايا النحل في صفوف تبعد عن بعضها 2 - 4 متر وتكون المسافة بين كل خليتين متجاورتين 1 - 2.5 متر على أن يكون وضع الخلية مائلاً نحو الأمام بمقدار نصف بوصة قليلاً ويفضل زراعة بعض النباتات الزهرية حول المنحل.